# Старый Иркеняш
Ста́рый Иркеня́ш (тат. Иске Иркәнәш) — село в Мензелинском районе Республики Татарстан, административный центр Иркеняшского сельского поселения.

## Этимология названия
Топоним произошёл от татарского слова «иске» (старый) и антропонима «Иркәнәш».

## География
Село находится на реке Ик, в 29 км к юго-востоку от районного центра, города Мензелинска.

## История
Село основано в первой половине XVIII века. До 1860-х годов в сословном отношении жители делились на башкир-вотчинников, государственных крестьян и тептярей. Основные занятия жителей в этот период – земледелие и скотоводство, были распространены пчеловодство, добыча и обработка камня.
В период Крестьянской войны 1773–1775 годов активно выступили на стороне Е.И.Пугачёва.
В «Списке населенных мест по сведениям 1870 года», изданном в 1877 году, населённый пункт упомянут как деревня Иркеняш (Юркеняш) 1-го стана Мензелинского уезда Уфимской губернии. Располагалась при реке Ике, по правую сторону почтового тракта из Мензелинска в Бирск, в 30 верстах от уездного города Мензелинска и в 15 верстах от становой квартиры в деревне Поисева. В деревне, в 72 дворах жили 434 человека (232 мужчины и 202 женщины, башкиры, татары), были мечеть, училище. Жители занимались земледелием, скотоводством.
В начале XX века в селе функционировали мечеть (известна с 1820 года), мектеб, кузница, водяная мельница, бакалейная лавка. В этот период земельный надел сельской общины составлял 2126 десятин.
До 1918 года село входило в Поисевскую, в 1918–1919 годах – в Атряклинскую волости Мензелинского уезда Уфимской губернии. С 1920 года составе Мензелинского кантона ТАССР.
В 1931 году в селе образован колхоз «ДИЛ». В 1936 году — открыта начальная школа.
С 10 августа 1930 года – в Муслюмовском, с 10 февраля 1935 года – в Калининском, с 19 февраля 1944 года – в Матвеевском, с 19 ноября 1954 года – в Калининском, с 12 октября 1959 года – в Муслюмовском, с 1 февраля 1963 года в Мензелинском районах.

## Население
| 1795 | 1859 | 1870 | 1884 | 1897 | 1906 | 1913 | 1920 | 1926 | 1938 | 1949 | 1958 | 1970 | 1979 | 1989 | 2002 | 2010 | 2017 |
| ---- | ---- | ---- | ---- | ---- | ---- | ---- | ---- | ---- | ---- | ---- | ---- | ---- | ---- | ---- | ---- | ---- | ---- |
| 90   | 346  | 434  | 360  | 703  | 720  | 762  | 720  | 696  | 531  | 457  | 354  | 400  | 436  | 319  | 265  | 215  | 243  |

Национальный состав села: татары.

## Экономика
Жители села работают преимущественно в крестьянских фермерских хозяйствах, агрофирме «Аняк», занимаются полеводством, мясо молочным скотоводством.

## Объекты образования, медицины и культуры
В селе действуют дом культуры, библиотека, фельдшерско-акушерский пункт.

## Религиозные объекты
Мечеть (с 1995 года).